# Lilyopsis rosea
Lilyopsis rosea är en nässeldjursart som beskrevs av Chun 1885. Lilyopsis rosea ingår i släktet Lilyopsis och familjen Prayidae. Inga underarter finns listade i Catalogue of Life.